# Leslie Manigat
Leslie François Saint Roc Manigat (ur. 16 sierpnia 1930 w Port-au-Prince, zm. 27 czerwca 2014 tamże) – haitański polityk, sprawował funkcję  prezydenta Haiti od 7 lutego do 20 czerwca 1988.
Gdy w 1957 François Duvalier objął urząd prezydenta, Manigat został członkiem jego rządu. Był nim do 1960, po czym dołączył do antyduvalierowskiej opozycji. W 1963 wyjechał z kraju, powrócił jednak w 1986, gdy generał Henri Namphy obalił klan Duvalierów. Dwa lata później objął urząd prezydenta z ramienia Ludowo-Demokratycznej Partii Postępowej. Większość ugrupowań politycznych nie uznała wyników wyborów, zaś krótko po nich Manigat został obalony przez Namphy'ego, po czym ponownie znalazł się na emigracji.
W 1971 wziął ślub z Mirlande Manigat (mieli jedną córkę).